# 손량
오 회계왕 손량(吳 會稽王 孫亮, 243년 ~ 260년, 재위 252년 ~ 258년)은 오의 제2대 황제로, 손권(孫權)의 일곱째 아들이다. 어머니는 반황후이다. 자는 자명(子明)이다. 권신 손침을 몰아내려다 쫓겨났다.

## 즉위 전
손량은 손권의 막내 아들이지만 손권에게 총애를 받았기 때문에, 황태자 싸움으로 인해 태자 손화(孫和)가 쫓겨나고 노왕 손패(孫覇)가 죽은 후, 두 형을 제치고 곧바로 태자에 봉해졌다. 손화의 어머니와 사이가 나쁜 누나 전공주가 자신의 일족인 전황후를 손량의 아내로 들이기를 손권에게 권했기 때문에, 태자로 봉해지면서 전황후를 태자비로 들였다.
태원 원년(251년) 겨울, 손권이 위독해지자 대장군 제갈각을 태자태부로 삼고, 중서령 손홍을 태자소부로 삼고, 회계태수 등윤을 태상으로 삼아 장군 여거, 시중 손준과 함께 손량을 보정하게 했다.

## 즉위 후
이듬해(252년) 4월, 손권이 붕어하자 9세의 나이로 제위에 올랐다. 정비 전씨는 건흥 2년(253년) 정월에 황후가 되었다.
손량이 즉위한 지 얼마 안 돼 섭정단에 내분이 발생하여, 손홍이 제갈각을 제거하고자 불러들였으나 손준이 이를 제갈각에게 알려 제갈각은 손홍을 죽였다. 나이가 어렸기 때문에 손권이 태부로 삼은 제갈각(諸葛恪)이 전권을 위임받았다. 제갈각은 이해 12월에 쳐들어온 제갈탄, 호준을 동흥에서 격파했으나, 건흥 2년(253년)에 위나라를 쳐서 대패해 민심을 잃었다. 겨울 10월에 손량은 무위장군 손준(孫峻)과 모의하여 제갈각을 죽였고, 승상이 된 손준이 실권을 장악했다.
오봉 2년(255년), 작년에 위나라에서 반란이 일어난 틈을 타 손준이 수춘을 노리고 출진했으나 이미 반란군이 패배했다는 소식을 듣고 후퇴했고, 문흠과 그 일당의 투항을 받아들였다. 위나라 장군 제갈탄이 보낸 추격군과 싸워 조진을 크게 이겼으나, 유찬이 제갈탄의 별장 장반의 추격을 받아 유찬, 손릉, 장수 세 장수를 잃었다.
태평 원년(256년), 손준이 죽었고, 유언으로 그의 사촌동생 손침(孫綝)이 뒤를 이어 나랏일을 전단했다. 여거와 등윤은 손침이 섭정을 맡은 것에 저항하여 싸웠으나 패배하여 삼족이 멸해졌다.
태평 2년(257년) 4월, 대사령을 내리고 친정을 시작했으며, 병사들과 장수들의 자제를 모아 근위 군대를 편성하고 훈련시켰다.
태평 3년(258년) 8월, 손침의 전횡으로 말미암아 누나 손노반, 장인 태상 전상과 그 아들 황문시랑 전기, 장군 유승과 함께 손침 살해를 도모하고 전기에게 밀조를 내려 전상에게 전달했다. 그러나 전상은 생각 없이 자기 아내에게 누설했고, 손침의 사촌 누나인 전상의 아내는 이를 손침에게 흘렸다. 그 때문에 손침의 선제공격을 받아 유승은 죽임을 당했고 전상은 사로잡혔다. 손침에게서 회계왕으로 쫓겨났다.

## 죽음
영안 3년(260년), 참언을 받아 후관후(候官侯)로 격하되었다. 후관후국으로 이송되던 중에 자살하였는 기록이 있고, 짐살당했다는 기록도 있다.

## 가족 관계
- 손권 (아버지)
- 반황후 (어머니)
- 전상 (장인)
  - 손량
  - 전황후 (아내)

## 기년
| 폐제        | 원년            | 2년        | 3년             | 4년        | 5년                 | 6년        | 7년        |
| ----------- | --------------- | ---------- | --------------- | ---------- | ------------------- | ---------- | ---------- |
| 서력 (西曆) | 252년           | 253년      | 254년           | 255년      | 256년               | 257년      | 258년      |
| 간지 (干支) | 임신(壬申)      | 계유(癸酉) | 갑술(甲戌)      | 을해(乙亥) | 병자(丙子)          | 정축(丁丑) | 무인(戊寅) |
| 연호 (年號) | 건흥(建興) 원년 | 2년        | 오봉(五鳳) 원년 | 2년        | 3년 태평(太平) 원년 | 2년        | 3년        |

## 같이 보기
- 삼국지 인물 목록
- 중국의 군주 목록